# Distrito de Shivpuri
Shivpuri (en hindi; शिवपुरी जिला) es un distrito de la India en el estado de Madhya Pradesh. Código ISO: IN.MP.SV.
Comprende una superficie de 10 290 km².
El centro administrativo es la ciudad de Shivpuri. Dentro de las localidades del distrito se encuentra Badarwas.

## Demografía
Según censo 2011 contaba con una población total de 1 725 818 habitantes, de los cuales 806 413 eran mujeres y 919 405 varones.